# 増沢末夫
増沢 末夫（ますざわ すえお、1937年10月20日 - ）は、日本中央競馬会 (JRA) に所属した騎手、調教師。騎手として全国リーディングジョッキー2回、八大競走7勝。通算2016勝は当時の中央競馬史上最多勝。44歳で初のリーディングジョッキー獲得、50代で年間100勝達成など中年期以降に顕著な活躍を示し「鉄人」の異名を取った。「ローカル男」とも呼ばれた。愛称は「まっさん」。
妻は師匠・鈴木勝太郎の長女。義弟に鈴木康弘がいる。
北海道亀田郡大野村（後の大野町、現・北斗市）出身。戸籍上の表記は増澤末夫である。

## 経歴
北海道大野村に6人兄妹の末っ子として生まれる。幼少期より農耕・ばんえい競走用のペルシュロンの世話をして過ごした。中学校卒業後騎手を志し、同級生の兄で騎手の竹部鈴雄（後に山田要一厩舎に所属した）より、函館競馬場を訪れていた調教師・鈴木勝太郎を紹介され、そのまま東京競馬場の鈴木厩舎に入門した。1955年より馬事公苑騎手養成長期課程を受講。
同期生には矢野進、森安重勝、古賀一隆らが、課程違いの同年デビューには武邦彦らがいる。そのため、増沢と武は同期扱いされることがある。また、1年違うものの、同じ誕生日であり、武が死去した際には増沢は追悼のコメントを武に向けて出していた。

### 騎手時代
修了後に騎手免許を取得。1957年3月10日に騎手デビューし、同年7月14日に初勝利を挙げた。翌年には32勝を挙げ全国19位に付ける躍進を見せたが、デビュー以降しばらくは成績が安定せずランキングは昇降を繰り返した。
しかし、1967年の東京優駿（日本ダービー）でアサデンコウに騎乗し優勝。重賞初勝利をダービーで果たすと、以降成績は上位で安定し、名実ともに関東のトップジョッキーの一人となった。1973年から1974年にかけては公営・大井競馬から中央競馬へ移籍してきたハイセイコーの全レースに騎乗し、1973年の皐月賞を制した。同馬の引退に際しては、増沢が歌うレコードシングル『さらばハイセイコー』が発売され、1975年1月に発売されてからはラジオのヒットチャートで1位を、オリコン最高4位を記録し、50万枚を売り上げた。同年4月には同じく増沢の吹き込みで『ハイセイコーよ元気かい』が発売されこちらは14万枚を売り上げ、1979年にはハイセイコーの産駒・カツラノハイセイコが東京優駿を制したことで増沢の吹き込みによるレコードシングル『いななけカツラノハイセイコ』が発売され、7万枚を売り上げた。
1977年、40歳を迎えた増沢は74勝を挙げ、初の関東リーディングジョッキーとなる。さらに1981年には96勝を挙げ、44歳にして初の全国リーディングを獲得した。翌年には104勝で自身初の年間100勝を達成し、2年連続の全国リーディングジョッキーとなる。1984年10月14日には通算1340勝を達成し、野平祐二が保持していた中央競馬最多勝記録を更新。以降、増沢は「記録男」とも称されるようになり、1986年にはダイナガリバーに騎乗して2度目の日本ダービー優勝を果たし、史上最年長（48歳7か月）のダービージョッキーとなると、同年12月21日には中山競馬場で中央競馬史上初の通算1万回騎乗を達成。この日のメイン競走ではダイナガリバーで有馬記念にも優勝した。
翌1987年には競馬関係者として初めて皇室主催の園遊会に招待され、昭和天皇および皇太子明仁親王と競馬の景況について言葉を交わした。増沢はこの経験について、「自分は天皇賞には縁がなかったが、これ以上の栄誉はない」と語っている。
1990年には53歳で年間100勝を達成。そして翌1991年、自身の誕生日である10月20日に中央競馬史上初の通算2000勝を達成した。
以降も増沢は騎手を続けるつもりであったが、1989年に義弟の鈴木俊彦（調教助手）が落馬事故により死去していたこともあり、家族の反対に遭い引退を決断。この年の調教師試験申請書提出期限であった10月30日に騎手引退を発表し、翌1992年2月23日に引退した。

### 調教師時代
引退後は調教師に転身。1993年、美浦トレーニングセンターに厩舎を開業した。開業初年度に重賞を制覇するなど、さすがと思わせる一面も見られたが、調教師として中央競馬のGIを勝つことはできなかった。しかしながら、2005年にストロングブラッドで交流GI競走のかしわ記念を制している。1996年には騎手としての経験を見込まれ、競馬会より中央競馬初の女性騎手のひとり・牧原由貴子を託され厩舎所属騎手とした。牧原はのちに増沢の息子・真樹（調教助手）と結婚し、増沢由貴子となっている。
2008年2月29日付けで定年により調教師を引退し、競馬界の一線から退いた。調教師成績は3165戦279勝（うち地方58戦7勝）。

## 騎手としての特長

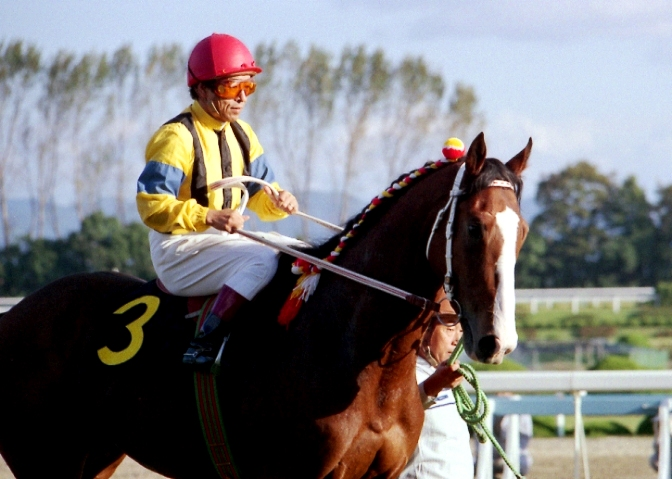
ダイナガリバーに騎乗（1986年）

スタートが抜群に巧く逃げ戦法を得意とし、素早くレースの主導権を握り、道中で巧くペースを落としての逃げ切りは「増沢マジック」とも評された。当時のファンの間では「増沢が4コーナーで後ろを振り向いた時は勝利を確信した時だ」とも言われ、また騎手の間でも「4コーナーで振り向いたら絶対勝つ、3コーナーで振り向いたら負ける」とされていた。自身も「どちらかというと先行馬が好き」としているが、その騎手生活のなかで最強馬として挙げているのは、追い込み馬として鳴らしたイシノヒカルである。
またこうした特長から、小回りコースが多く先行策が有利とされるローカル開催での活躍も目立ち、「ローカル男」とも呼ばれ、とくに福島競馬場は「増沢の庭」と呼ばれるほどの圧倒的な強さを誇った。同場では通算勝ち星のほぼ3分の1にあたる671勝を挙げており、増沢が乗るだけで騎乗馬のオッズが下がるという現象も見られた。
自身も認める遅咲きの騎手であり、一般に騎手が引退を始める40歳で関東リーディングを獲得し、以降の13年間で通算勝利の過半数にあたる1259勝を挙げた。この時期は引退年以外はすべて関東リーディング3位以内、全国リーディング5位以内を保っていた。
このように第一線で長く続けられた理由として、小柄で比較的減量苦がなかったこと、落馬による大きな怪我がなかったことなどが挙げられる。また、増沢はダイナガリバーでのダービー、有馬記念制覇に触れ、前者は「（48歳という年齢に対して）『まだ安心して頼める』という信頼を得た」、後者については「名勝負を残せたことで、増沢健在を内外にアピールできた。この1勝は500勝にも相当する」と語り、年齢で敬遠されることによる騎乗数の減少、騎乗馬のレベル低下を避けられたことも挙げている。

## 通算成績

### 騎手成績
| 年     | 区分 | 1着   | 2着   | 3着   | 4着以下 | 騎乗数 | 勝率 | 連対率 | 備考                                                                          |
| ------ | ---- | ----- | ----- | ----- | ------- | ------ | ---- | ------ | ----------------------------------------------------------------------------- |
| 1957年 | 平地 | 3     | 6     | 6     | 40      | 55     | .055 | .164   |                                                                               |
| 1958年 | 平地 | 32    | 44    | 42    | 198     | 316    | .101 | .241   |                                                                               |
| 1959年 | 平地 | 38    | 26    | 37    | 185     | 286    | .133 | .224   |                                                                               |
| 1960年 | 平地 | 14    | 31    | 27    | 155     | 227    | .062 | .198   |                                                                               |
| 1961年 | 平地 | 29    | 26    | 18    | 136     | 209    | .139 | .263   | 通算100勝達成（8月13日）                                                      |
| 1962年 | 平地 | 25    | 38    | 44    | 207     | 314    | .080 | .201   |                                                                               |
| 1963年 | 平地 | 10    | 30    | 27    | 176     | 243    | .041 | .165   |                                                                               |
| 1964年 | 平地 | 37    | 38    | 33    | 179     | 287    | .129 | .261   |                                                                               |
| 1965年 | 平地 | 36    | 41    | 33    | 177     | 287    | .125 | .261   |                                                                               |
| 1966年 | 平地 | 60    | 50    | 46    | 177     | 333    | .180 | .330   |                                                                               |
| 1967年 | 平地 | 48    | 49    | 40    | 191     | 328    | .146 | .296   |                                                                               |
| 1968年 | 平地 | 53    | 51    | 46    | 205     | 355    | .149 | .293   |                                                                               |
| 1969年 | 平地 | 57    | 44    | 39    | 296     | 436    | .131 | .232   |                                                                               |
| 1970年 | 平地 | 46    | 34    | 34    | 196     | 310    | .148 | .258   |                                                                               |
| 1971年 | 平地 | 48    | 43    | 52    | 155     | 298    | .161 | .305   | 通算500勝達成（6月5日）                                                       |
| 1972年 | 平地 | 44    | 30    | 26    | 168     | 268    | .164 | .276   |                                                                               |
| 1973年 | 平地 | 36    | 31    | 25    | 121     | 213    | .169 | .315   |                                                                               |
| 1974年 | 平地 | 38    | 30    | 24    | 113     | 205    | .185 | .332   |                                                                               |
| 1975年 | 平地 | 48    | 46    | 35    | 147     | 276    | .174 | .341   |                                                                               |
| 1976年 | 平地 | 56    | 29    | 31    | 219     | 335    | .167 | .254   |                                                                               |
| 1977年 | 平地 | 74    | 53    | 39    | 196     | 362    | .204 | .351   | 関東リーディングジョッキー（全国2位）                                         |
| 1978年 | 平地 | 44    | 38    | 32    | 149     | 263    | .167 | .321   |                                                                               |
| 1979年 | 平地 | 46    | 43    | 33    | 185     | 307    | .150 | .290   |                                                                               |
| 1980年 | 平地 | 64    | 58    | 30    | 242     | 394    | .162 | .310   | 関東リーディングジョッキー（全国2位）                                         |
| 1981年 | 平地 | 96    | 60    | 59    | 229     | 444    | .216 | .351   | 通算1000勝達成（3月21日・史上5人目） 全国リーディングジョッキー               |
| 1982年 | 平地 | 104   | 90    | 71    | 283     | 548    | .190 | .354   | 全国リーディングジョッキー                                                    |
| 1983年 | 平地 | 89    | 79    | 62    | 292     | 522    | .170 | .322   | 関東リーディングジョッキー（全国3位）                                         |
| 1984年 | 平地 | 88    | 66    | 73    | 313     | 540    | .163 | .285   | 中央競馬通算最多1340勝達成（10月14日） 関東リーディングジョッキー（全国2位）  |
| 1985年 | 平地 | 82    | 80    | 50    | 286     | 498    | .165 | .325   |                                                                               |
| 1986年 | 平地 | 106   | 57    | 58    | 315     | 536    | .198 | .304   | 通算10000回騎乗達成（12月21日・史上初） 関東リーディングジョッキー（全国2位） |
| 1987年 | 平地 | 99    | 93    | 60    | 331     | 583    | .170 | .329   | 通算1500勝達成（7月20日・史上初）                                             |
| 1988年 | 平地 | 91    | 81    | 67    | 337     | 576    | .158 | .298   |                                                                               |
| 1989年 | 平地 | 86    | 66    | 52    | 380     | 518    | .166 | .293   |                                                                               |
| 1990年 | 平地 | 100   | 69    | 51    | 344     | 564    | .177 | .300   |                                                                               |
| 1991年 | 平地 | 87    | 60    | 49    | 300     | 496    | .175 | .296   | 通算2000勝達成（10月20日・史上初）                                            |
| 1992年 | 平地 | 3     | 8     | 6     | 21      | 38     | .079 | .289   |                                                                               |
| 総計   | 平地 | 2,016 | 1,719 | 1,457 | 7,588   | 12,780 | .158 | .292   |                                                                               |

- 初騎乗 1957年3月10日 カクエイ（10着）
- 初勝利 1957年7月14日 ワンスター

#### 主な騎乗馬
括弧内は増沢騎乗による優勝重賞競走。太字はGI級競走（安田記念、スプリンターズステークス除く）。
- アサデンコウ（1967年東京優駿）
- ハクセンショウ（1968年福島記念, 新潟記念、1969年金鯱賞）
- タマミ（1971年京王杯スプリングハンデキャップ）
- トウショウピット（1971年クモハタ記念、1972年中山記念）
- イシノヒカル（1972年菊花賞, 有馬記念）
- ハイセイコー（1973年皐月賞, 弥生賞, NHK杯、1974年宝塚記念、中山記念, 高松宮杯）
- トーヨーアサヒ（1973年日本経済賞, ステイヤーズステークス）
- メイワキミコ（1977年・1978年スプリンターズステークス）
- ハワイアンイメージ（1980年皐月賞, 日本短波賞, 福島記念）
- キヨヒダカ（1983年新潟大賞典, 安田記念）
- スイートカーソン（1983年オールカマー, 福島記念）
- ダイナガリバー（1986年東京優駿, 有馬記念, 共同通信杯4歳ステークス）
- ダイナフェアリー（1986年京成杯、1987年エプソムカップ, 新潟記念, オールカマー）
- アイランドゴッデス（1986年関屋記念, 京王杯オータムハンデキャップ）
- コーセイ（1986年テレビ東京賞3歳牝馬ステークス、1987年報知杯4歳牝馬特別、1988年七夕賞）
- フリートーク（1988年フラワーカップ, クイーンステークス）
- レインボーアンバー（1989年弥生賞）
- ユキノサンライズ（1990年フラワーカップ、1991年中山牝馬ステークス, 中山記念）
- ダイナマイトダディ（1991年京成杯）
- ストロングカイザー（1991年セントライト記念）

その他の騎乗馬
- イチフジイサミ（勝利は無し）
- オグリキャップ（勝利は無し）
- カツトップエース（勝利は無し）
- カネミカサ（勝利は無し）
- キョウエイグリーン（勝利は無し）
- ストロングエイト（勝利は無し）
- メジロティターン（勝利は無し）
- ヒダカハヤト（勝利は無し）

### タイトル
- 最多勝利：2回（1981年、1982年）
  - 関東リーディング：7回（1977年、1980年 - 1984年、1986年） ※7回は岡部幸雄・加賀武見に次ぐ歴代3位タイ。5年連続は岡部・戸崎圭太に次ぐ歴代3位タイ
- 最高勝率：7回（1975年、1979年 - 1983年、1986年） ※7回は武豊・岡部幸雄に次ぐ歴代3位タイ。5年連続は岡部に次ぐ歴代2位タイ
- フェアプレー賞：2回（1980年、1987年） ※初代受賞者

### 調教師成績
| 年     | 区分 | 1着 | 2着 | 3着 | 4着以下 | 出走数 | 勝率 | 連対率 |
| ------ | ---- | --- | --- | --- | ------- | ------ | ---- | ------ |
| 1993年 | 平地 | 7   | 6   | 2   | 48      | 63     | .111 | .206   |
| 1993年 | 障害 | 1   | 1   | 0   | 6       | 8      | .125 | .250   |
| 1993年 | 計   | 8   | 7   | 2   | 54      | 71     | .113 | .211   |
| 1994年 | 平地 | 5   | 7   | 6   | 69      | 87     | .057 | .138   |
| 1995年 | 平地 | 16  | 17  | 9   | 128     | 170    | .094 | .194   |
| 1995年 | 障害 | 2   | 0   | 2   | 4       | 8      | .250 | .250   |
| 1995年 | 計   | 18  | 17  | 11  | 134     | 178    | .101 | .197   |
| 1996年 | 平地 | 16  | 16  | 11  | 137     | 180    | .089 | .178   |
| 1996年 | 障害 | 0   | 0   | 0   | 1       | 1      | .000 | .000   |
| 1996年 | 計   | 16  | 16  | 11  | 138     | 181    | .088 | .177   |
| 1997年 | 平地 | 16  | 18  | 17  | 151     | 202    | .079 | .168   |
| 1997年 | 障害 | 0   | 1   | 0   | 8       | 9      | .000 | .111   |
| 1997年 | 計   | 16  | 19  | 17  | 159     | 211    | .076 | .166   |
| 1998年 | 平地 | 18  | 7   | 10  | 131     | 166    | .108 | .151   |
| 1998年 | 障害 | 0   | 0   | 0   | 5       | 5      | .000 | .000   |
| 1998年 | 計   | 18  | 7   | 10  | 136     | 171    | .105 | .146   |
| 1999年 | 平地 | 15  | 11  | 16  | 170     | 212    | .071 | .123   |
| 1999年 | 障害 | 2   | 2   | 0   | 5       | 9      | .222 | .444   |
| 1999年 | 計   | 17  | 13  | 16  | 175     | 221    | .077 | .142   |
| 2000年 | 平地 | 18  | 18  | 16  | 167     | 219    | .082 | .164   |
| 2000年 | 障害 | 3   | 2   | 2   | 10      | 17     | .176 | .294   |
| 2000年 | 計   | 21  | 20  | 18  | 177     | 236    | .089 | .174   |
| 2001年 | 平地 | 18  | 20  | 29  | 177     | 244    | .074 | .156   |
| 2001年 | 障害 | 0   | 1   | 0   | 10      | 11     | .000 | .091   |
| 2001年 | 計   | 18  | 21  | 29  | 187     | 255    | .070 | .153   |
| 2002年 | 平地 | 23  | 11  | 15  | 224     | 273    | .084 | .125   |
| 2002年 | 障害 | 0   | 0   | 0   | 1       | 1      | .000 | .000   |
| 2002年 | 計   | 23  | 11  | 15  | 225     | 274    | .084 | .124   |
| 2003年 | 平地 | 26  | 18  | 20  | 158     | 225    | .117 | .195   |
| 2003年 | 障害 | 0   | 0   | 0   | 9       | 9      | .000 | .000   |
| 2003年 | 計   | 26  | 18  | 20  | 167     | 234    | .111 | .188   |
| 2004年 | 平地 | 20  | 18  | 16  | 198     | 252    | .079 | .151   |
| 2004年 | 障害 | 0   | 0   | 0   | 2       | 2      | .000 | .000   |
| 2004年 | 計   | 20  | 18  | 16  | 200     | 254    | .079 | .150   |
| 2005年 | 平地 | 26  | 19  | 22  | 158     | 225    | .116 | .200   |
| 2005年 | 障害 | 1   | 0   | 1   | 7       | 9      | .111 | .111   |
| 2005年 | 計   | 27  | 19  | 23  | 165     | 234    | .115 | .196   |
| 2006年 | 平地 | 13  | 10  | 13  | 159     | 195    | .067 | .118   |
| 2006年 | 障害 | 3   | 1   | 1   | 10      | 15     | .200 | .267   |
| 2006年 | 計   | 16  | 11  | 14  | 169     | 210    | .076 | .128   |
| 2007年 | 平地 | 18  | 19  | 20  | 151     | 208    | .087 | .178   |
| 2007年 | 障害 | 1   | 2   | 1   | 19      | 23     | .043 | .130   |
| 2007年 | 計   | 19  | 21  | 21  | 170     | 231    | .082 | .173   |
| 2008年 | 平地 | 4   | 4   | 3   | 33      | 44     | .091 | .182   |
| 2008年 | 障害 | 0   | 0   | 0   | 2       | 2      | .000 | .000   |
| 2008年 | 計   | 4   | 4   | 3   | 35      | 46     | .087 | .174   |
| 計     | 平地 | 259 | 219 | 225 | 2,275   | 2,978  | .087 | .161   |
| 計     | 障害 | 13  | 10  | 7   | 99      | 129    | .101 | .178   |
| 計     | 総計 | 272 | 229 | 232 | 2,374   | 3,107  | .088 | .161   |

- 初出走 1993年3月6日 トモエリージェント（2着）
- 初勝利 1993年4月4日 トモエリージェント

#### 主な管理馬
- トモエリージェント（1993年ダービー卿チャレンジトロフィー）
- ダイワテキサス（1998年オールカマー、関屋記念、2000年中山記念、関屋記念、新潟記念）
- ダイワカーソン（1999年京王杯3歳ステークス）
- チアズニューパワー（2000年新潟ジャンプステークス）
- レイズスズラン（2000年さきたま杯、2001年浦和記念、2002年さきたま杯）
- ストロングブラッド（2003年カブトヤマ記念、さくらんぼ記念 2004年群馬記念 2005年かしわ記念）
- ダイワバンディット（2003年新潟2歳ステークス）
- ダイワパッション（2005年フェアリーステークス 2006年フィリーズレビュー）
- ユキノサンロイヤル（2005年日経賞）
- ストームセイコー（2006年新潟ジャンプステークス）

## 主な厩舎所属者
※太字は門下生。括弧内は厩舎所属期間と所属中の職分。
- 増沢由貴子（1996年-2000年、2003年-2008年 騎手）
- 牧光二（1998年 厩務員）
- 大沢辰也（2001年-2002年 騎手）

## 作品
音楽
- さらばハイセイコー（1975年1月1日、45万枚、または54万8000枚[18]）
  - 作詞：小坂巖、山田孝雄、作曲：猪俣公章
  - ※2000年8月23日『さらばハイセイコー 完全追悼盤』も発売。
- ハイセイコーよ元気かい（1975年4月1日、14万枚）
  - 作詞：寺山修司、作曲：猪俣公章
- いななけカツラノハイセイコ（1979年、7万枚）

著書
- 『鉄人ジョッキーと呼ばれて-我が愛しの馬上人生』（1992年 学研 ISBN 4051064212）

## TV出演
- お笑い頭の体操（TBS）
- 夜のヒットスタジオ（フジテレビ）